# Ivan Kulesh
Ivan Kulesh (en bielorruso: Іван Кулеш; 1986 - 5 de noviembre de 2016) fue un criminal y asesino en serie bielorruso. Entre 2013 y 2014, Kulesh, borracho, mató a tres vendedoras en dos tiendas del Raión de Lida, en la región de Grodno, y luego robó dinero y bienes. Por sus crímenes fue condenado a muerte y posteriormente ejecutado.

## Primeros años
Huérfano desde los 6 meses (su madre murió poco después de nacer y nunca conoció a su padre), Kulesh se crio en un orfanato con su hermano y su hermana. Se graduó de noveno grado y a los 18 años fue declarado culpable de robo. Después de su liberación, Ivan trabajó temporalmente a tiempo parcial para sus vecinos, en una estación de servicio de automóviles y en una obra, además de recoger bayas y setas. Oficialmente estaba registrado en el Raión de Baranavičy, pero vivía en el Raión de Lida.
La esposa de hecho de Kulesh lo describió como un hombre que bebía a menudo pero que rara vez era propenso a estallidos de agresión. Él le explicó su renuencia a cambiar de vida diciendo que "todo el mundo a su alrededor también bebía". Siempre me pregunté cómo podía estar tan tranquilo. Podía gritar y gritar: ¿cuánto puedes beber, y en respuesta, nada" , dijo a los periodistas. Según ella, Ivan pasaba su tiempo libre bebiendo cerveza, fumando cigarrillos, jugando juegos de computadora y durmiendo, prestándoles muy poca atención a ella y a su hijo.

## Asesinatos
La tarde del 15 de septiembre de 2013, dos vendedoras (nacidas en 1968 y 1957 respectivamente) fueron asesinadas en una tienda de las afueras de Lida. Se robaron de la tienda entre 35 y 37 millones de rublos (equivalente entonces a unos 4.000 dólares estadounidenses), así como bebidas alcohólicas. Después de estos asesinatos, el Departamento de Policía de Lida envió orientaciones a dos residentes locales nacidos en 1978 y 1979. Posteriormente, Kulesh confesó este doble asesinato: según él, había venido a Lida para el Día de la Ciudad, se emborrachó y , cuando se quedó sin dinero, decidió robar algo y tropezó con la tienda. Al encontrar un tubo de metal cerca, entró a la tienda entonces cerrada por la puerta trasera y golpeó a la primera vendedora en la cabeza y a la segunda en el área de ventas. Luego regresó varias veces y asestó nuevos golpes a las víctimas. La cantidad robada se gastó en unos seis meses: entregó dinero a su concubina (dos meses después del crimen, ella dio a luz a una hija), pero la mujer negó haber recibido más dinero que antes. Cuando se acabó el dinero, dejó una computadora portátil en una casa de empeño y escribió una declaración sobre el robo (supuestamente, la computadora portátil fue robada en un tren). Por el informe falso, le impusieron una multa de 4,5 millones de rublos (500 dólares). Se informó que había sido entrevistado una vez para el caso, pero que estaba demasiado borracho para decir algo.
El 28 de noviembre de 2014, cerca del pueblo de Selets, Kulesh, en estado de ebriedad, golpeó varias veces con un hacha a una vendedora de 44 años de una tienda local, le quitó las llaves y, según diversas fuentes, le robó entre 5 y 8 millones. rublos (entre 600 y 900 dólares), así como bebidas alcohólicas, cigarrillos, salchichas y dulces por valor de otros 8 millones de rublos (900 dólares). Al salir de la tienda se topó con el hijo de la víctima, que ya había encontrado el cuerpo de su madre en el bosque gracias a los ladridos de un perro. Amenazándolo con un cuchillo, Kulesh se escapó y tomó un tren a Baránavichi. El hijo de la mujer asesinada denunció el crimen a la policía y Kulesh fue detenido en el tren en la estación Novoelnya.

## Juicio
Después del arresto, Kulesh comenzó a cooperar y confesó el doble asesinato con la esperanza de sustituir la pena de muerte por la cadena perpetua: "Comprendí que no podía escapar. Dijeron que para el jurado una confesión podría ser una atenuante". circunstancia. <...> Quizás dentro de 50 años veré a mi hija", dijo en el juicio. Un examen judicial encontró que Kulesh padecía un trastorno de personalidad antisocial, pero por lo demás estaba cuerdo.
Kulesh fue juzgado en virtud de varios artículos del Código Penal de Bielorrusia: por intento de delito, asesinato, hurto y robo. En el centro de prisión preventiva, Kulesh visitó a un sacerdote y a un psicólogo, y comenzó a tomar antidepresivos. Las cartas de su hermano a Kulesh fueron fuertemente censuradas por las autoridades penitenciarias. El caso fue manejado por el Tribunal Regional de Grodno, y el 20 de noviembre de 2015, el tribunal condenó a Kulesh a muerte.
La defensa de Kulesh presentó un recurso de casación ante el Tribunal Supremo de Bielorrusia. Los familiares del condenado, que hasta entonces apenas habían participado en el juicio, cuestionaron la participación de Kulesh en los dos primeros asesinatos. Su abogado llamó la atención del Tribunal Supremo sobre el hecho de que el doble asesinato en Lida se reveló únicamente gracias al testimonio del acusado, ya que la policía no tenía las huellas dactilares ni el arma homicida. Otra peculiaridad del caso fue que durante su interrogatorio, Kulesh pudo describir en detalle su ruta hacia el sur de Lida en aparentemente su primera visita a la zona y después de beber dos botellas de vodka y 1 litro (2,1 pt estadounidenses) de cerveza. pero no pudo recordar si las víctimas resistieron. El destino de los 35-37 millones de rublos tampoco estaba claro: la esposa de hecho afirmó que después del doble asesinato, Kulesh no trajo más dinero a casa. El propio Kulesh, sin embargo, estuvo de acuerdo con el veredicto y el 29 de marzo de 2016, la Corte Suprema lo confirmó.
El 5 de noviembre de 2016, Ivan Kulesh fue ejecutado con arma de fuego, junto con otros dos presos. Bielorrusia es el único país europeo que todavía practica la pena capital.